# 항혈소판제
항혈소판제(抗血小板劑, antiplatelet drug, antiaggregant, platelet agglutination inhibitor, platelet aggregation inhibitor)는 혈소판의 응집을 감소시키고 혈전 생성을 억제하는 약물의 한 클래스이다. 일반적인 비타민 K 길항제인 항응고제의 효과가 약해지는 동맥 순환에서 효과적이다.
항혈소판제는 혈전성 질환, 특히 심근경색과 허혈성 뇌졸중의 일차와 이차 예방 치료에 널리 사용되고 있다.
하나 이상의 항혈소판제를 이용하여 시행하는 항혈소판치료 또는 항혈소판요법(antiplatelet therapy)은 일차 지혈 과정에서 혈소판의 활성화에 간섭하여 혈전 형성 능력을 감소시킨다. 항혈소판제는 가역적 또는 비가역적으로 혈소판 활성화에 관련된 과정을 억제하여 혈소판이 다른 혈소판이나 손상된 혈관 내피에 붙는 경향을 줄인다.

## 약제의 선택
항혈소판제는 안정성과 불안정성 허혈성 심장질환 양쪽 모두에 대해 일차적으로 권장되는 치료 약제 중 하나이다. 가장 흔하게는 아스피린이 단순 안정성 협심증과 일부 불안정성 협심증에 대해서 단일 약제로 사용된다. 환자가 아스피린에 과민성으로 보여 복용할 수 없는 경우에는 ADP/P2Y 억제제가 단일 약제로 대신 사용될 수 있다. 더 중증의 합병증이 동반되는 경우에는 두 종류의 항혈소판제를 병용하거나, 직접 경구용 항응고제를 포함시켜 세 종류의 약제를 함께 사용하기도 한다. 임상의는 환자에게 약제를 병용했을 때의 이득과, 병용 치료 시 증가하는 출혈 위험을 따져서 치료법을 결정해야 한다.

### 병용 투여
종종 아스피린에 ADP/P2Y 억제제 (클로피도그렐, 프라수그렐, 티카그렐러 등)를 함께 사용하여 각각의 약제만 따로 사용하였을 때보다 더 큰 효과를 낼 수 있다, 이러한 치료는 이중 항혈소판요법(dual antiplatelet therapy, DAPT)이라고 한다. 이중 항혈소판요법은 불안정성 협심증, NSTEMI, 다른 위험이 큰 혈전성 질환이 있거나 발생 위험이 높은 환자에서 이용된다. 이중 항혈소판요법은 심장 발작, 뇌졸중, 전반적인 심혈관계로 인한 사망의 비율을 크게 낮춘다고 밝혀졌으나, 주요 출혈의 위험을 반대로 크게 증가시키기 때문에 저위험군 환자에서는 사용하지 않는다.

## 분류
항혈소판제의 하위 클래스는 다음과 같다.
- ADP 수용체 억제제
  - 칸그렐러 (켄그릴)
  - 클로피도그렐 (플라빅스)
  - 프라수그렐 (에피언트)
  - 티카그렐러 (브릴린타)
  - 티클로피딘 (티클리드)
- 아데노신 재흡수 억제제
  - 디피리다몰 (페르산틴)
- 당단백질 IIB/IIIA 억제제 - 정맥 주사로만 투여 가능
  - 압식시맙 (리오프로)
  - 엡티피바티드 (인테르그릴린)
  - 티로피반 (아그라스타트)
- 비가역적 고리형 산소화효소 억제제
  - 아스피린
  - 트리플루살 (디스그렌)
- 포스포다이에스터레이스 억제제
  - 실로스타졸 (프레탈)
- 프로테이스 활성화 수용체 1 (PAR-1) 길항제
  - 보라팍사르 (존티비티)
- 트롬복산 억제제
  - 트롬복산 수용체 길항제 - 테루트로반 등
  - 트롬복산 합성효소 억제제

## 의학적 사용

### 동맥혈전증의 예방과 치료
혈전증이나 혈전색전증이 발생했을 때 심장 발작, 폐색전증, 뇌졸중 등 치명적인 결과로 이어질 수 있는 특정 질환을 가진 환자들에서 동맥혈전증의 예방과 치료는 필수적이다. 항혈소판제 사용을 필요로 하는 환자들에는 심방세동 유무에 관계없이 뇌졸중이 있는 환자, 어떠한 경우든 심장 수술 (특히 인공판막 치환술)을 받은 환자, 관상동맥 스텐트가 삽입된 상태의 환자, 안정성 협심증 등 관상동맥질환이 있는 환자, 말초동맥질환 환자 등이 있다.
동맥혈전증의 치료법에는 항혈소판제 투여와 혈전용해가 있다. 항혈소판제는 동맥의 혈전 발생에 필요한, 혈관 손상 부위에서의 혈소판 활성화 정도를 변화시켜 작용한다.

## 수술 전후 관리
항혈소판요법은 수술 도중 출혈의 위험을 증가시킬 수 있으나, 항혈소판요법을 중간에 그만두는 것은 심근경색과 같은 다른 색전성 질환의 위험을 높일 수 있다. 수술 전후 시기에 이러한 약제들을 사용할지 고려할 때, 반드시 약제 투여를 멈췄을 때 혈전이 생길 위험과 수술 중 또는 후에 약제 투여를 지속했을 때 출혈이 발생할 위험을 비교하여 고려하여야 한다. 다섯 개의 무작위 조절 시험을 종합한 2018년의 코크란 리뷰에서는 심장 이외의 수술에서는 항혈소판요법을 지속하든 하지 않든 사망률이나 수술을 필요로 하는 주요 출혈, 허혈성 사건 등에 차이를 만들지 않는다고 시사하는 낮은 수준의 확실성을 가진 근거를 발견했다. 또한 같은 리뷰에서는 수혈을 필요로 할 정도의 출혈 발생 위험에도 큰 차이가 없다는 중간 수준의 확실성을 가진 근거를 발견했다.

## 상호작용과 부작용
항혈소판제의 효과는 환자가 복용 중인 다른 약물, 최근 질환, 섭취하는 음식과 보충제 등에 의해 영향을 받는다. 이때 항혈소판제의 효과가 올라갈 수도, 떨어질 수도 있다. 항혈소판제의 효과가 증가하면 출혈 위험이 증가하며 출혈이 생겼을 때 출혈 시간이 길어지거나 과도하게 많은 양의 피가 날 수 있다. 반대로 효과가 감소하면 출혈 위험은 줄어들지만 혈전 생성의 위험은 올라갈 수 있다. 여러 가지 항혈소판제를 같이 썼을 때 약물 독성이 증가할 수 있다. 위장관 출혈은 가장 흔히 관찰되는 부작용이다.

### 다른 약제
항혈소판제의 효과를 증가시킬 수 있는 약물은 다음과 같다.
- 골수억제와 관련되어 있거나 세포독성을 가지는 약제들: 레플루노미드, 하이드로클로로퀸, 아달리무맙, 인플릭시맙, 에타네르셉트, 설파살라진, 페니실라민, 금, 메토트렉세이트, 아자티오프린, 미코페놀레이트 등
- 신경계에 영향을 미치는 약물 - 선택적 세로토닌 재흡수 억제제 (SSRI) 등
- 비스테로이드성 항염증제 (NSAID) - 이부프로펜, 디클로페낙, 나프록센 등
- 다른 항응고제나 항혈소판제

항혈소판제의 효과를 감소시킬 수 있는 약물은 다음과 같다.
- 카바마제핀
- 에리스로마이신
- 플루코나졸
- 오메프라졸

혈관 질환이 있는 환자에서 치과 치료 시에 NSAID를 사용하는 것은 권장되지 않는데, 이는 NSAID가 항혈소판제로서의 효과를 가지기 때문이다. 대신 파라세타몰이나 코데인/파라세타몰(코-코다몰) 등의 단순 마취제가 일차 선택 약물이 될 수 있다. NSAID 사용이 필요한 경우 출혈 위험은 치과 치료 기간에 따라 증가한다는 것을 유념해야 한다.

### 의학적 상태
항혈소판제 효과를 증가시킬 수 있는 의학적 상태에는 만성 신부전, 간질환, 혈액학적 악성 종양, 최근 받은 화학요법, 진행성 심부전, 유전성 출혈 장애(혈우병, 폰 빌레브란트 병 등), 특발성 혈소판감소성 자반증 등이 있다.

### 음식과 보충제
항혈소판제 효과를 증가시킬 수 있는 음식이나 보충제에는 세인트존스워트, 은행, 마늘 등이 있다.